# I Started a Joke
Singles de Bee Gees
I've Gotta Get a Message to You
(1968) First of May
(1969)
I Started a Joke est une chanson des Bee Gees, enregistrée et publiée en 1968 dans leur album Idea. Elle est sortie le 21 décembre 1968 en 45 tours.
Elle est chantée entièrement par Robin Gibb, qui l'a écrite principalement avec l'aide de Barry et Maurice Gibb sur le pont. Elle est produite par les Bee Gees avec Robert Stigwood. I Started a Joke est le dernier single des Bee Gees sur lequel figure le guitariste Vince Melouney, qui a quitté le groupe après la sortie de cette chanson en 45 tours. La face B de la chanson est Kilburn Towers, sauf en France, où c'est Swan Song qui figure sur cette face.
Au Royaume-Uni, I Started a Joke ne sort pas en single, la seule version de la chanson publiée en 45 tours par Polydor étant la version du chanteur Heath Hampstead.

## Liste des titres
Toutes les chansons sont écrites et composées par Barry Gibb, Robin Gibb, Maurice Gibb.
| A. | I Started a Joke | 3:04 |
| B. | Kilburn Towers   | 2:13 |

| A. | I Started a Joke | 3:08 |
| B. | Swan Song        | 2:58 |

## Crédits
Bee Gees
- Barry Gibb – chant, harmonies et chœurs, guitare rythmique
- Robin Gibb – chant, harmonies et chœurs, orgue Hammond
- Maurice Gibb – harmonies et chœurs, guitare basse, piano, orgue Hammond, Mellotron
- Vince Melouney – guitare solo, harmonica
- Colin Petersen (en) – batterie

## Classements
| Classement (1968–69)                    | Meilleure position |
| --------------------------------------- | ------------------ |
| Afrique du Sud (Springbok Top 20)       | 2                  |
| Australie (Kent Music Report)           | 1                  |
| Autriche (Ö3 Austria Top 40)            | 16                 |
| Belgique (Flandre Ultratop 50 Singles)  | 19                 |
| Belgique (Wallonie Ultratop 50 Singles) | 8                  |
| Brésil (ABPD)                           | 1                  |
| Canada (Top Singles)                    | 1                  |
| Danemark (Hitlisten)                    | 1                  |
| Espagne (AFE)                           | 14                 |
| États-Unis (Hot 100)                    | 6                  |
| États-Unis (Cash Box Top 100)           | 6                  |
| États-Unis (Record World)               | 5                  |
| France (SNEP)                           | 2                  |
| Indonésie (Aktuil)                      | 3                  |
| Italie (Musica e dischi)                | 19                 |
| Japon (Oricon)                          | 28                 |
| Norvège (VG-lista)                      | 3                  |
| Nouvelle-Zélande (RMNZ)                 | 19                 |
| Pays-Bas (Single Top 100)               | 3                  |
| Pays-Bas (Nederlandse Top 40)           | 3                  |
| Rhodésie (Hits of the Week)             | 2                  |
| Suisse (Schweizer Hitparade)            | 5                  |

| Classement (1969)              | Position |
| ------------------------------ | -------- |
| Canada (Top Singles)           | 7        |
| États-Unis (Cash Box)          | 41       |
| France (SNEP)                  | 35       |
| Pays-Bas (Nederlandse Top 40)  | 40       |
| Pays-Bas (Nationale Hitparade) | 25       |
| Suisse (Schweizer Hitparade)   | 10       |

## Au cinéma
- Les magouilleurs (Penn & Teller Get Killed). Film sorti en 1989. Utilisation de la version originale des Bee Gees[28].
- Zoolander. Film sorti en 2001. Utilisation d’une version réarrangée, interprétée par The Wallflowers[29].
- Low : You may need a murderer. Documentaire sorti en DVD en 2008. Utilisation d’une version réarrangée, interprétée par Mimi Parker (chant) accompagnée à la guitare par Alan Sparhawk[30].
- Le coup de grâce (The Fighter). Film sorti en 2010. Reprise a cappella interprétée par Christian Bale lui-même[31],[32].
- Conjuring 2 : Le Cas Enfield. Film sorti en 2016. Utilisation de la version originale des Bee Gees[33].
- L'escadron suicide (Suicide Squad). Film sorti en 2016. Utilisation d’une version réarrangée uniquement pour les besoins de la bande-annonce, interprétée par Confidential Mx featuring Becky Hanson[34].
- Momo. Film sorti en 2017. Utilisation de la version originale des Bee Gees[35].